# 2976 Lautaro
A 2976 Lautaro (ideiglenes jelöléssel 1974 HR) egy kisbolygó a Naprendszerben. Carlos Torres fedezte fel 1974. április 22-én.